# Cantone di Saint-Macaire-en-Mauges
Il Cantone di Saint-Macaire-en-Mauges è una divisione amministrativa dell'Arrondissement di Cholet.
È stato costituito a seguito della riforma approvata con decreto del 26 febbraio 2014, che ha avuto attuazione dopo le elezioni dipartimentali del 2015.

## Composizione
Comprendeva inizialmente i 15 comuni di:
- Le Longeron
- Le May-sur-Èvre
- Montfaucon-Montigné
- La Renaudière
- La Romagne
- Roussay
- Saint-André-de-la-Marche
- Saint-Christophe-du-Bois
- Saint-Crespin-sur-Moine
- Saint-Germain-sur-Moine
- Saint-Léger-sous-Cholet
- Saint-Macaire-en-Mauges
- La Séguinière
- Tillières
- Torfou

A seguito della creazione del comune di Sèvremoine, dal 15 dicembre 2015 il numero dei comuni formanti il cantone si è ridotto a 6:
- Le May-sur-Èvre
- La Romagne
- Saint-Christophe-du-Bois
- Saint-Léger-sous-Cholet
- La Séguinière
- Sèvremoine